# Saunja, Läänemaa
Saunja är en by (estniska: küla) i Lääne-Nigula kommun i landskapet Läänemaa i nordvästra Estland. Byn ligger öster om bukten Saunja laht, den innersta delen av Hapsalviken, vid vägskälet där Riksväg 9 möter Riksväg 17.